# Kuthaund
Kuthaund är en ort i Indien.   Den ligger i distriktet Jālaun och delstaten Uttar Pradesh, i den centrala delen av landet, 300 km sydost om huvudstaden New Delhi. Kuthaund ligger 144 meter över havet och antalet invånare är 17 000.
Terrängen runt Kuthaund är platt. Runt Kuthaund är det tätbefolkat, med 369 invånare per kvadratkilometer. Närmaste större samhälle är Auraiya, 14,8 km nordost om Kuthaund. Trakten runt Kuthaund består till största delen av jordbruksmark.